# قلعة سان نيكولو
قلعة سان نيكولو، هي بلدية (بلدية) في مقاطعة أريتسو في المنطقة الإيطالية توسكانا، وتقع على بعد حوالي 40 كيلومترًا (25 ميلًا) شرق فلورنسا وحوالي 35 كيلومترًا (22 ميلًا) شمال غرب أريتسو.
تقع قلعة سان نيكولو على حدود البلديات التالية: قلعة فرانكو بيانديسكو ولورو تْشووفينّا ومونتيمانيو واورتينيانو راجولو وبوبي و براتوفيتشيو ستيا وريغلو.

## المدن التوأم
- بيجوماس، فرنسا.

## روابط خارجية
- الموقع الرسمي